# Neomarius gandolphei
Neomarius gandolphei is een keversoort uit de familie boktorren (Cerambycidae). De wetenschappelijke naam van de soort is voor het eerst geldig gepubliceerd in 1872 door Fairmaire.